# Campionati italiani di triathlon medio del 2021
I Campionati italiani di triathlon medio del 2021 sono stati organizzati da Sport & Wellness SS, in collaborazione con la Federazione Italiana Triathlon e si sono tenuti a Lovere in Lombardia, in data 11 luglio 2021 
Tra gli uomini ha vinto Gregory Barnaby (707), mentre la gara femminile è andata a Marta Bernardi (Tri Evolution).

## Risultati

### Élite uomini
| Pos. | Atleta                      | Società sportiva      | Nuoto   | Bici    | Corsa   | Totale  |
| ---- | --------------------------- | --------------------- | ------- | ------- | ------- | ------- |
|      | Gregory Barnaby             | 707                   | 0.24.07 | 2.08.52 | 1.06.34 | 3.41.21 |
|      | Mattia Ceccarelli           | Overcome Asd          | 0.24.13 | 2.08.13 | 1.09.13 | 3.43.22 |
|      | Alessandro Degasperi        | Doloteam              | 0.24.13 | 2.15.40 | 1.06.55 | 3.48.31 |
| 4    | Matteo Fontana              | CUS Pro Patria Milano | 0.28.44 | 2.07.41 | 1.13.31 | 3.51.55 |
| 5    | Emanuele Faraco             | Terra Dello Sport     | 0.24.56 | 2.18.07 | 1.07.12 | 3.52.16 |
| 6    | Andrea Recagno              | Team Ladispoli Triat  | 0.26.38 | 2.19.25 | 1.07.02 | 3.55.13 |
| 7    | Michele Marchelli           | CUS Pro Patria Milano | 0.28.25 | 2.13.00 | 1.12.50 | 3.56.35 |
| 8    | Nicola Duchi                | Doloteam              | 0.28.42 | 2.19.21 | 1.08.02 | 3.58.11 |
| 9    | Antonio Limoli              | Doloteam              | 0.24.18 | 2.21.47 | 1.11.50 | 3.59.53 |
| 10   | Marco Corti                 | Zerotrenta Triathlon  | 0.31.06 | 2.20.52 | 1.05.58 | 4.00.19 |
| 11   | Andrea Pizzeghella          | Doloteam              | 0.27.02 | 2.19.38 | 1.11.37 | 4.00.41 |
| 12   | Bruno Pasqualini            | A.s.d. Torino Triath  | 0.29.25 | 2.18.02 | 1.11.17 | 4.00.51 |
| 13   | Gregorio Federico Incardona | CUS Pro Patria Milano | 0.27.04 | 2.20.09 | 1.12.42 | 4.01.58 |
| 14   | Matteo Montanari            | Lykos Triathlon Team  | 0.23.33 | 2.25.28 | 1.11.45 | 4.03.37 |
| 15   | Davide Rossetti             | Lykos Triathlon Team  | 0.28.22 | 2.21.41 | 1.11.45 | 4.03.56 |
| 16   | Alessandro Borgialli        | Rari Nantes Torino    | 0.25.09 | 2.22.01 | 1.15.17 | 4.04.49 |
| 17   | Stefano Bortolami           | A.s.d. Rhodigium Tea  | 0.27.12 | 2.25.26 | 1.12.30 | 4.07.44 |
| 18   | Filippo Tirapani            | Sportingclubsassuolo  | 0.32.18 | 2.21.32 | 1.11.52 | 4.08.06 |
| 19   | Ivan Risti                  | Swatt Tri Club        | 0.26.20 | 2.27.07 | 1.13.29 | 4.09.19 |
| 20   | Luca Ronchi                 | Overcome Asd          | 0.29.11 | 2.21.08 | 1.17.33 | 4.09.49 |

### Élite donne
| Pos. | Atleta                | Società sportiva      | Nuoto   | Bici    | Corsa   | Totale  |
| ---- | --------------------- | --------------------- | ------- | ------- | ------- | ------- |
|      | Marta Bernardi        | Tri Evolution         | 0.28.19 | 2.28.29 | 1.12.45 | 4.11.45 |
|      | Ilaria Zane           | Overcome Asd          | 0.26.23 | 2.30.43 | 1.17.35 | 4.16.21 |
|      | Giorgia Priarone      | 707                   | 0.28.03 | 2.33.28 | 1.13.24 | 4.16.41 |
| 4    | Margie Santimaria     | Doloteam              | 0.27.53 | 2.36.13 | 1.20.34 | 4.26.23 |
| 5    | Sara Sandrini         | Venus Triathlon       | 0.28.05 | 2.44.53 | 1.14.39 | 4.29.41 |
| 6    | Nicoletta Santonocito | Magma Team            | 0.27.48 | 2.44.30 | 1.16.47 | 4.31.09 |
| 7    | Vittoria Bergamini    | Rivtri92              | 0.26.30 | 2.41.35 | 1.21.58 | 4.32.08 |
| 8    | Eva Serena            | DDS                   | 0.30.38 | 2.39.50 | 1.19.54 | 4.32.42 |
| 9    | Valentina D'angeli    | Doloteam              | 0.33.58 | 2.37.27 | 1.20.38 | 4.34.08 |
| 10   | Beatrice Taverna      | DDS                   | 0.27.39 | 2.44.41 | 1.22.29 | 4.36.37 |
| 11   | Martina Dogana        | Martina Dogana Trite  | 0.31.27 | 2.44.21 | 1.20.38 | 4.38.25 |
| 12   | Giulia Bedorin        | Thermae Sport Pdntri  | 0.28.10 | 2.43.14 | 1.25.39 | 4.39.05 |
| 13   | Maria Casciotti       | Cesena Triathlon      | 0.31.04 | 2.52.31 | 1.17.09 | 4.43.28 |
| 14   | Arianna Valenti       | Raschiani Triathlon   | 0.33.39 | 2.50.58 | 1.17.42 | 4.44.41 |
| 15   | Alessia Roggiero      | CUS Pro Patria Milano | 0.30.23 | 2.45.15 | 1.30.22 | 4.48.20 |
| 16   | Cristina Ventura      | Magma Team            | 0.27.13 | 2.56.45 | 1.23.16 | 4.49.07 |
| 17   | Elena Meldoli         | Cesena Triathlon      | 0.36.28 | 2.49.00 | 1.26.07 | 4.54.17 |
| 18   | Eleonora Bado         | Thermae Sport Pdntri  | 0.34.14 | 2.47.06 | 1.31.28 | 4.54.53 |
| 19   | Cristina Sironi       | CUS Pro Patria Milano | 0.35.43 | 2.58.42 | 1.17.20 | 4.55.06 |
| 20   | Francesca Rigo        | Mb Triathlon          | 0.37.21 | 2.48.32 | 1.26.21 | 4.55.22 |